# لمس‌شده توسط عیسی
| بررسی انتقادی | بررسی انتقادی |
| منبع          | رتبه‌بندی      |
| ------------- | ------------- |
| آل‌موزیک       | [ ۱ ]         |

لمس‌شده توسط عیسی (به انگلیسی: Touched by Jesus) سومین آلبوم استودیویی از آل ابات ایو می‌باشد. این نخستین آلبوم این گروه به‌همراهٔ گیتارزن چرچ مارتی ویلسون-پایپر می‌باشد. با این وجود این آلبوم در مقایسه با نخستین آلبوم و اسکارلت و دیگر داستان‌‎ها نتوانست انتظارات تجاری را برآورده کند و در جدول‌های بریتانیا به رتبهٔ ۱۷ دست یافت. یکی از سه تک‌آهنگ منتشر شدهٔ این آلبوم تحت نام «بدرود آقای غم» تنها تک‌آهنگی بود که به جدول دست یافت و جایگاهٔ رتبهٔ ۳۶ را از آن خود کرد.